# Model atòmic de Thomson

Model atòmic de Thomson

El model atòmic de Thomson és un model d'àtom que proposà el físic anglès Joseph J. Thomson el 1904 per descriure l'estructura dels àtoms arran del seu descobriment de l'electró. Thomson suposà que l'àtom consistia en una esfera de material amb càrrega positiva (+), la qual tenia al seu interior corpuscles amb càrrega negativa (–) disposats en intervals regulars sobre una esfera amb el mateix centre que l'àtom, i en moviment. Aquest model és conegut popularment com el model del púding de panses, però és una imatge errònia car els electrons, segons J.J. Thomson, es movien seguint un moviment circular entorn al centre de l'àtom i estaven ordenats.
Aquest model fou abandonat el 1911 després d'un experiment d'Ernest Rutherford, bombardejant amb raigs α una làmina d'or, amb el qual descobrí el nucli atòmic, i proposà un nou model, conegut com a model atòmic de Rutherford.

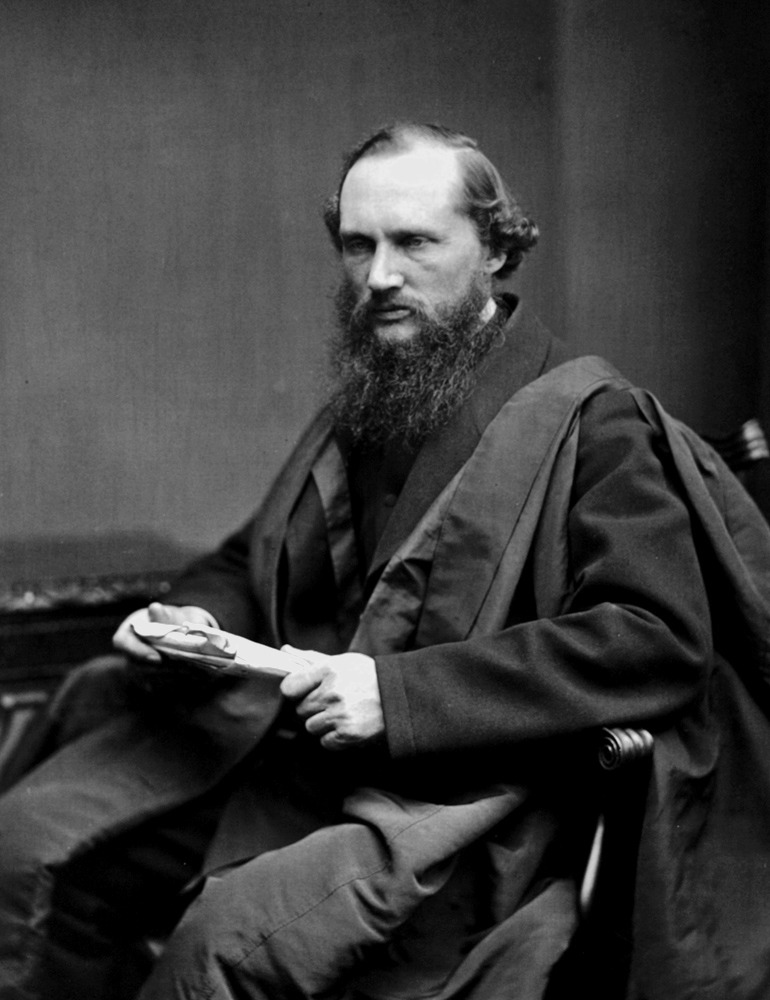
William Thomson, 1r Baró Kelvin (1824–1907)

## Teoria dels vòrtexs de Kelvin
El físic britànic William Thomson (1823–1907), més tard Lord Kelvin, s'interessà per la naturalesa dels àtoms que havia suggerit el físic britànic John Dalton (1766–1844) com a constituents de la matèria. Kelvin s'inspirà en les troballes del físic alemany Hermann von Helmholtz (1821–1894) sobre els vòrtexs produïts en els líquids, raonant que l'èter, una substància llavors hipotètica per impregnar tot l'espai, hauria de ser capaç de suportar aquests vòrtexs estables. Segons els teoremes de H. Helmholtz, aquests vòrtexs correspondrien a diferents tipus de nusos. Kelvin suggerí que cada tipus de nus podria representar un àtom d'un element químic diferent. A més, especulà que diversos nusos podrien agregar-se en molècules d'una estabilitat una mica inferior.

## L'experiment de Thomson

Desviació dels raigs catòdics mitjançant un camp elèctric segons l'experiment de J.J. Thomson

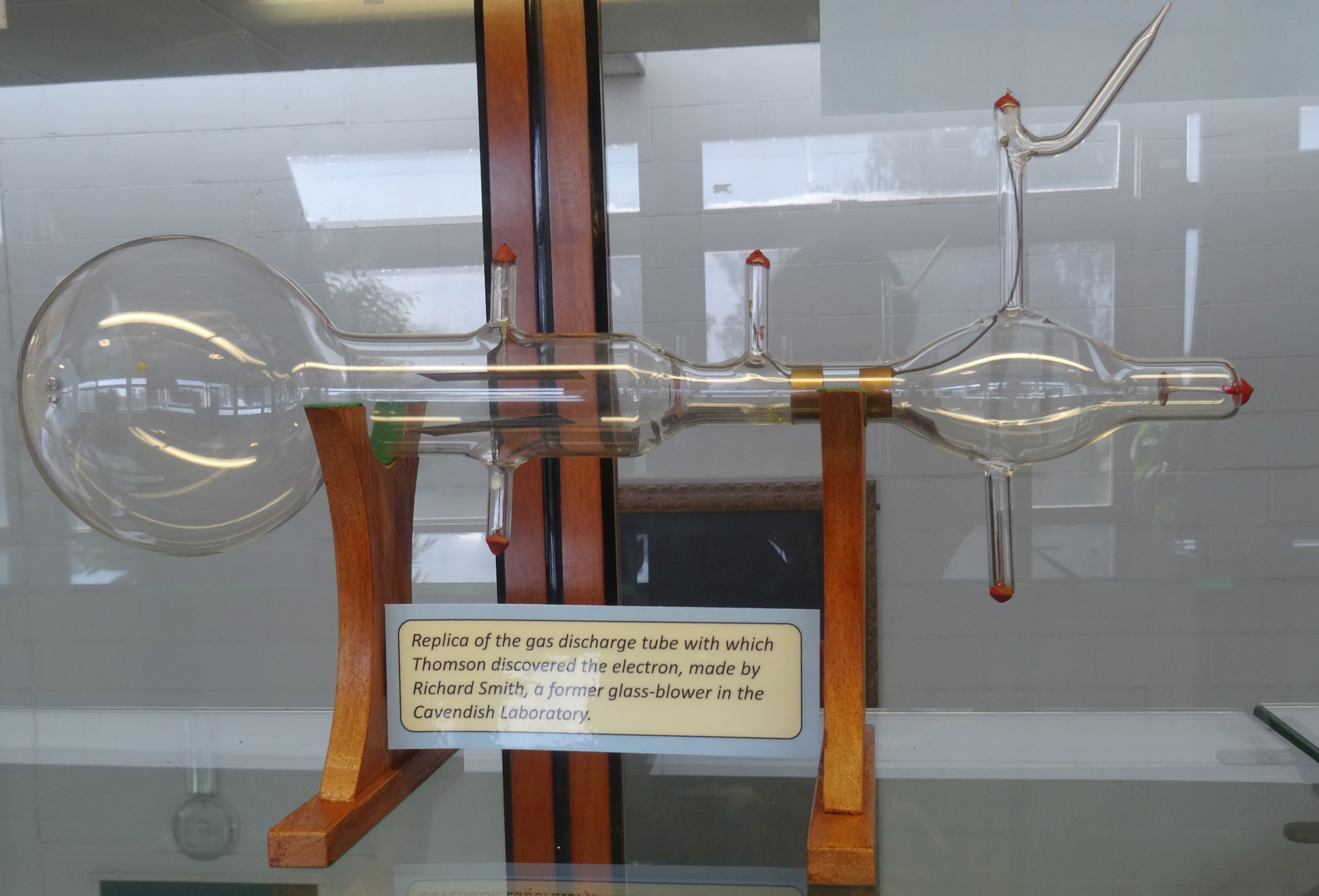
Rèplica del tub emprat per J.J. Thomson

Cap a la darreria del segle xix hom dedicà un esforç considerable a investigar les descàrregues elèctriques en els gasos enrarits a baixa pressió dins de tubs de vidre. El 1895 el físic francès Jean Baptiste Perrin (1870–1942), analitzant la càrrega elèctrica dels anomenats raigs catòdics, demostrà que transportaven càrrega negativa. Posteriorment, el físic anglès Joseph John Thomson (1856–1940) amplià els experiments de Perrin i dugué a terme una sèrie d'experiments (experiment de Thomson) on desviava els raigs catòdics mitjançant camps elèctrics i camps magnètics. Les dades obtingudes li permeteren descobrir la naturalesa corpuscular dels raigs catòdics i amb elles aconseguí calcular la relació càrrega/massa (e/m) dels corpuscles que els constituïen. Per aquest treball el 1906 li fou atorgat el premi Nobel de física.
A partir de la relació càrrega/massa (e/m) obtinguda per J.J. Thomson, el físic estatunidenc Robert Andrews Millikan (1868–1953), mitjançant un experiment esdevingut cèlebre (experiment de Millikan), pogué mesurar l'any 1909 la càrrega de l'electró e i la seva massa m. Per aquesta recerca li atorgaren el premi Nobel de física el 1923.

## El model de Thomson

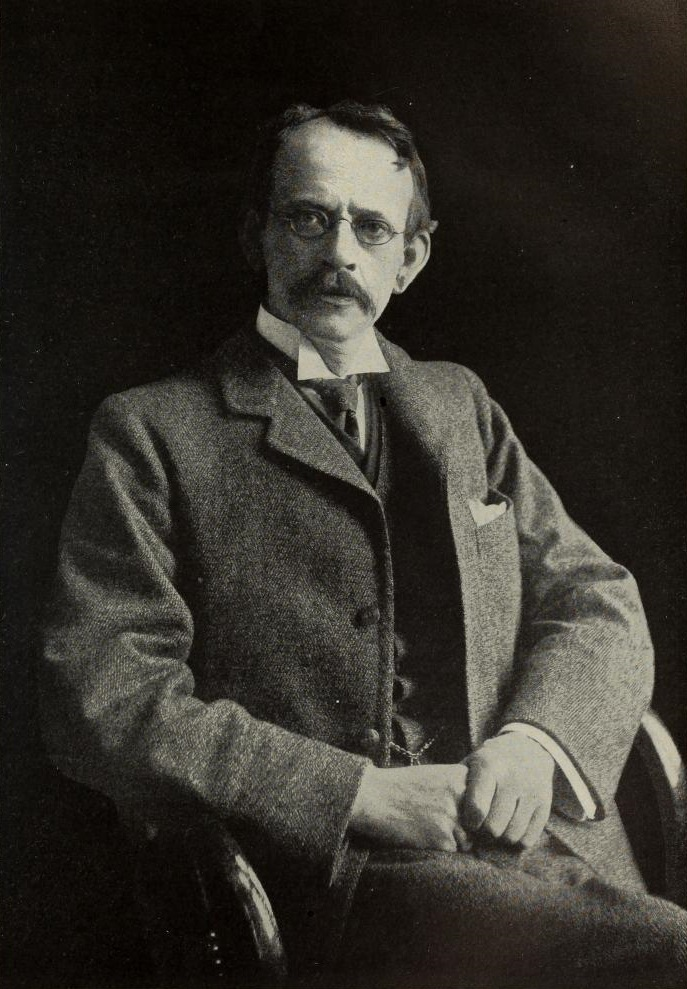
Joseph John Thompson (1956–1940)

El 1897, J.J. Thomson anuncià el descobriment d'un corpuscle constituent dels raigs catòdics i que semblava que tenia el seu origen en els àtoms. El físic britànic George Stoney (1826–1911) el 1894 havia anomenat «electró» a la càrrega elèctrica elemental i aviat els científics anomenaren electró la partícula descoberta per J.J. Thomson, malgrat que ell mantingué el seu terme original, manllevat del científic irlandès Robert Boyle (1627–1691) per denotar qualsevol estructura similar a una partícula. El 1899, en un document adreçat a la British Association for the Advancement of Science, J.J. Thomson introduí els ingredients essencials del seu model sense cap mena de fórmules. Després, J.J. Thomson començà a pensar com explicar la periodicitat dels elements en termes d'aquests corpuscles carregats negativament. D'aquesta manera, les propietats químiques haurien de dependre del nombre i distribució d'aquests components atòmics. El 1904 publicà el seu model complet. Els corpuscles haurien de tenir posicions estables dins de l'àtom, lligats per forces electroestàtiques i possiblement haurien d'estar en moviment. Com que en condicions normals els àtoms són elèctricament neutres, la càrrega elèctrica total d'aquests electrons carregats negativament ha de ser compensada per una quantitat igual de càrrega positiva. Per a J.J. Thomson era natural suposar que aquesta càrrega positiva es distribuïa homogèniament sobre la superfície de l'àtom, considerat esfèric, el radi del qual s'estimava que estava al voltant de 10−12 m.

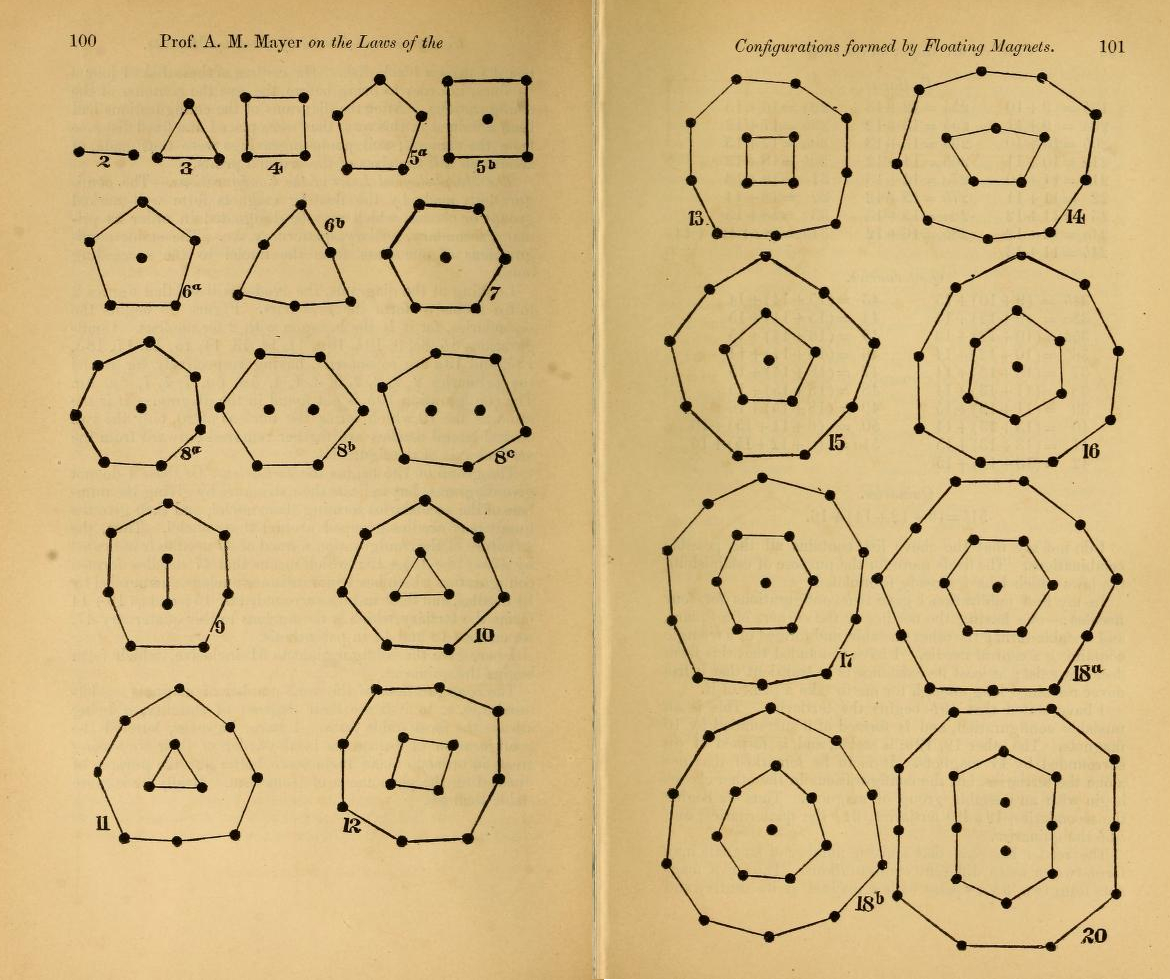
Disposició d'agulles magnetitzades clavades en trossos de suro i surant damunt d'aigua, segons Alfred M. Mayer

Per tal de fer-se una idea millor de les configuracions estables d'aquests corpuscles dins de l'àtom, J.J. Thomson realitzà una analogia amb experiments d'Alfred Marshall Mayer (1836–1897). Perforant amb petites agulles magnètiques taps de suro i deixar-los surar dins d'aigua, Mayer havia observat entre 1878 i 1879 que les agulles quasi automàticament es posicionaven en configuracions característiques depenent en el seu número. Amb més de sis agulles magnètiques presents, una setena i vuitena inevitablement es col·locaven dins d'anells de sis agulles. Quan el nombre d'imants flotants augmentava, cada vegada es formaven més anells concèntrics. J.J. Thomson suposà que una estructura d'anells similar composta per corpuscules es podria trobar a l'interior dels àtoms, i sospitava que cadascun d'aquests anells seria anàleg als períodes de la taula periòdica dels elements del químic rus Dmitri I. Mendeléiev (1834–1907). Configuracions específiques de l'anell més intern determinarien les propietats químiques de l'element químic. Dos elements químics amb diferents nombres d'anells exteriors de corpuscles, però configuracions similars més internes per tant, compartirien propietats químiques similars, com els elements d'un grup de la taula periòdica. Per estabilitzar aquestes configuracions, J.J. Thomson assumí que els anells concèntrics girarien al voltant del seu centre comú.

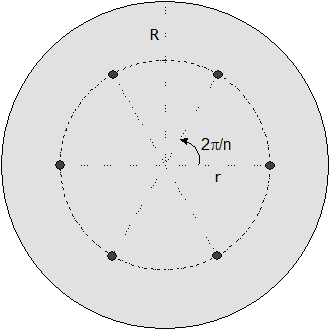
Model atòmic de Thomson segons Thomson (1904). Una esfera uniforme de càrrega positiva (regió ombrejada, de radi R) conté n càrregues puntuals negatives (electrons) disposades a intervals iguals al voltant d'un cercle de radi r. La relació r/R = 0,6726 per a un anell estàtic de 6 càrregues.

Al voltant de 1904 J.J. Thomson creia que cada àtom químic contindria un nombre molt gran d'electrons, de l'ordre de mil o més. Amb xifres tan altes, amb l'esperança d'explicar el trencaclosques de les moltes línies espectrals en l'espectre atòmic de cada element químic i el fet que les masses atòmiques demostressin ser diversos milers de vegades la massa d'un electró. La desintegració radioactiva, en concret l'emissió de raigs β constituïda per electrons altament accelerats, fou interpretada per J.J. Thomson com una inestabilitat mecànica d'aquestes configuracions d'electrons. Una lleugera pertorbació de la posició equilibrada dels electrons donaria lloc a una repulsió electroestàtica i a l'expulsió d'electrons individuals o grups sencers d'electrons de l'àtom, observats com a raigs β.
J.J. Thomson també intentà explorar l'estructura atòmica mitjançant experiments de dispersió de raigs β sobre una fina làmina on emprava els electrons com a projectils. Els angles de dispersió observats per ell i els seus estudiants eren predominantment molt petits, amb una distribució gaussiana que arriba bruscament al voltant de la refracció de zero graus i una amplada proporcional al gruix de la capa objectiu. Aquesta troballa experimental fou interpretada com una evidència per a la dispersió en angle petit, amb successives capes de matèria en làmines més gruixudes que indueixen una creixent, però encara relativament petita probabilitat de dispersió múltiple, amb ocasionalment més angles de dispersió resultants.

## La falsa imatge del púding de panses

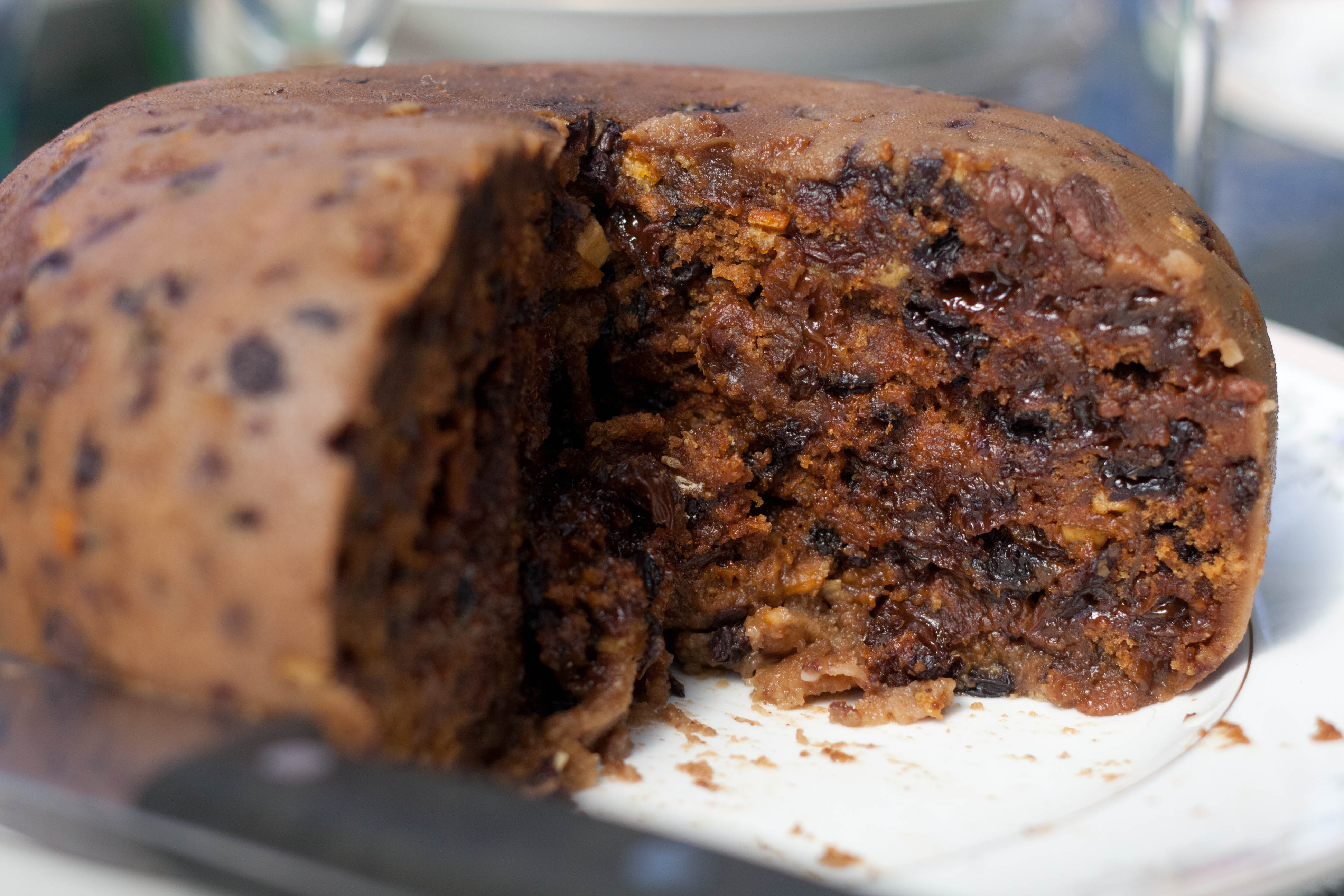
Púding de panses, típic pastís nadalenc anglès

En un assaig, publicat el desembre de 1906 a la revista Merck's Report, titulat «Què és la matèria?», s'informà d'una sèrie de conferències impartides per J.J. Thomson a principis de 1906. Fou aquí on un corresponsal anònim encunyà l'expressió "púding de panses" respecte al model de Thomson. Visualitzà els petits electrons carregats negativament (les estimacions contemporànies indicaven un ordre de magnitud de 10−15 m) com panses en un púding, per la qual cosa el model atòmic de J.J. Thomson també és conegut com el "model del púding de prunes".
Cal indicar que la traducció literal de «plum pudding» és «púding de prunes», malgrat aquest nom fa referència a un púding amb panses, tradicionalment servit per Nadal a Anglaterra. Tanmateix no hi ha correspondència entre les panses incrustades i els corpuscles giratoris perquè, segons la teoria de Thomson del 1906, els electrons giren en òrbites al voltant del centre de l'àtom, i no es distribueixen dins del "púding" com "panses desordenades". L'article del Merck's Report ens diu que la imatge es basava originalment en un malentès de la teoria de Thomson. També s'emprà l'expressió "com prunes en un púding" en un informe anònim d'una discussió que tengué lloc el 2 d'agost de 1907 com a part de la reunió anual de l'Associació Britànica a Leicester, Anglaterra.
L'origen d'aquesta comparació podria estar en un passatge del llibre de text de física, Properties of matter (1885) del físic britànic Peter Guthrie Tait (1831–1901), que inclou, entre d'altres, una enquesta de diverses hipòtesis sobre l'estructura final de la matèria. Contra les limitacions de dues concepcions, l'àtom dur discret d'una banda, i els punts matemàtics continus: "La matèria és contínua (és a dir, no està formada per partícules situades a distància l'una de l'altra) i comprimible, però intensament heterogènia; com un púding de prunes, per exemple, o una pedra dins d'una massa de ciment". La imatge de púding de prunes de Tait es va oferir com un intent de reconciliar el continu amb el discret; aquest era un problema d'allotjament dins del domini clàssic. Les imatges estan dissenyades per representar la matèria en general; l'àtom encara no tenia estructura.

## L'experiment de Rutherford

Experiment de Rutherford

Entre 1904 i 1910 el model de J.J. Thomson fou generalment acceptat com la millor teoria atòmica disponible, però el físic britànic Ernest Rutherford (1871–1937) començà a dur a terme experiments de dispersió, varià la configuració de J.J. Thomson emprant projectils de raigs α, carregats positivament i molt més pesants. Els experiments de Rutherford demostraren que la dispersió d'angles grans era molt més freqüent del que s'esperaria sobre la base del model de Thomson. Rutherford decidí modificar el model atòmic de J.J. Thomson: en lloc d'assumir que la càrrega positiva estava distribuïda homogèniament per tot l'àtom, Rutherford postulà un model on la càrrega positiva estava concentrada a un nucli atòmic envoltat d'una esfera difusa d'electricitat negativa. L'anàlisi quantitativa dels seus experiments de dispersió de raigs α mostrà que aquest model de nucli atòmic permetia explicar les dades experimentals si la càrrega positiva del nucli era de l'ordre d'A/2·e, amb A la massa atòmica de l'element químic i e la càrrega dels corpuscles de J.J. Thomson, la càrrega elèctrica elemental. D'aquesta manera, l'estimació de Rutherford reduí dràsticament el nombre d'electrons dins dels àtoms en comparació amb els de J.J. Thomson.